# Petre Gâștescu
Petre Gâștescu (n. 13 noiembrie 1931, satul Soci, comuna Miroslovești, județul Iași) este un geograf de renume internațional, doctor în geografie (1961), fondatorul școlii românești de limnologie. A întreprins o serie de cercetări în limnologia fizică (geografia lacurilor), hidrogeografie, delte și litoral marin, ecohidrologie, mediu și dezvoltare durabilă. Cercetător științific gr. I la Institutul de Geologie-Geografie (din 1971 Institut de Geografie) al Academiei Române. Distins cu Premiul Academiei Romane pentru lucrarea "Lacurile din România".